# 南屏晚钟 (歌曲)
《南屏晚钟》是一首國語歌曲，由王福龄作曲，陈蝶衣（使用笔名方达）填词，香港歌手崔萍于1960年原唱並唱紅，後來羅文、凤飞飞、徐小凤、费玉清、蔡幸娟与蔡琴等都唱过此歌。

## 概述
南屏晚钟的首次面世是在1960年8月，由香港百代唱片的天使厂牌发行，唱片编号AHZ-225，是崔萍在百代旗下最早的歌曲之一。当时香港单曲唱片已经以45转为主，但这张仍然有发行过78转的版本。约在1961年又在香港百代主厂牌以EP形式再次发行，唱片编号7EPA-153；数年后，又被天使厂牌以33转LP的形式再次发行。1969年崔萍重新灌录此曲，收录在专辑大碟《等待等待》之中；除此之外，崔萍本人再未有任何其它录音室版本发行。

## 崔萍早期版本
1960-08-00 南屏晚鐘(I) 崔萍 南屏晚鐘-夜來香(78轉) 天使唱片(Angel Records)-EMI AHZ-225A~B <曲：王福齡> <詞：方達(陳蝶衣)>
1960-08-00 南屏晚鐘(I) 崔萍 南屏晚鐘-夜來香(EP) 天使唱片(Angel Records)-EMI AHZ-225 
1962-00-00 南屏晚鐘(I) 崔萍 南屏晚鐘-愛人是蜜糖(EP) 百代唱片(Pathe)-EMI 7EPA-153 
1964-00-00 南屏晚鐘(I) 崔萍 南屏晚鐘(LP) (群星) 靜婷 韋秀嫻 鄺玉玲 于飛 崔萍 張萊萊 楊光 天使唱片(Angel Records)-EMI 3AE-305 
1969-00-00 南屏晚鐘(II) 崔萍 等待等待(LP) 百代唱片(Pathe)-EMI S-CPAX-349 (重唱版)

## 翻唱版本
1967-00-00 謝雷 酒逢知己千杯少~A Go-Go(LP) 麗歌唱片(Leico Record) AK-636 
1968-00-00 孫一華 憶難忘(LP) 美亞唱片(Mayar Records) MS-1008 
1969-00-00 婷婷 南屏晚鐘(EP) 熊貓唱片(Panda Records) YHEP-133 
1970-00-00 凌霄 相思河畔(EP) 快樂唱片.Cortersion(哥的聲唱片) SW-8831 
1970-00-00 黃熙雯 瘋狂週末(LP) 鄭音樂(Tay Music) TM-9988 
1976-00-00 愛慧娜 昨日之歌-第一集(LP) 白雲唱片(White Cloud) EALP-160
1976-00-00 鳳飛飛 綠島小夜曲-懷念歌曲第二集(LP) 東尼機構(TONY) TONY-LP-19 
1976-06-01 鳳飛飛 春風吻上我的臉-懷念歌曲第二集(LP) 海山唱片(Haishan Records) LS-4021 
1976-10-00 楊燕 金唱片第一集-王昭君-花田錯(LP) 大金門唱片(Ta Chin Men Record) TGM-1002 
1977-00-00 陳芬蘭 遙遠寄相思(LP) Hi-Fi.大聯機構(Great Union) MLP-2083 
1978-02-14 黃曉君 黃曉君之歌第二集-心裏的火花(LP) 樂風-麗風唱片(Life Records) LFLP-532 
1979-00-00 劉美華 第一集-永遠伴着你(LP) 大聯機構(Great Union) GL-355
1980-00-00 楊懿芹 情人的呼喚-楊懿芹專輯(LP) 四海唱片(Four Seas Records).EMI CCR-2006 
1980-01-01 羅文 盼望的愛情(LP) EMI EMGS-6062 
1981-00-00 張琍敏 風格懷念歌曲第八集-賣相思·大地回春(LP) 風格(Form) F-8967 
1983-00-00 郭儀珍 歌唱天地3-探戈專輯-淚的小雨(CS) 快樂唱片(Happy Records)  HC-413 
1983-06-00 費玉清 雅音新篇第二輯-我在你左右(LP) 東尼機構(TONY) TONY-LP-035 
1983-06-01 孔蘭薰 中國名曲與孔蘭薰第三集-桃花江(LP) 麗歌唱片(Leico Record) AK-1359 
1984-00-00 上官萍 秋本薰(薩克斯風) 懷念歌曲(LP) 上揚有聲出版(Sunrise Records) 660 
1984-00-00 徐小鳳 秋水伊人(LP) 康藝成音(Contec Sound Media) 
1986-00-00 徐小鳳 吾心送君歸(LP) Polydor(寶麗多) 4710153312078 
1986-00-00 李采霞 蘇州河邊-愛的苦酒-Janet Lee Vol.18(LP) 大聯機構(Great Union) 
1986-01-00 鄭怡 行行重行行(LP) 拍譜企業(Pop) POP-86-7501 
1986-05-00 蔡幸娟 中國娃娃回想曲2(LP) 光美唱片(Kong Mei Record) KAA-650 
1986-05-00 蔡幸娟 中國娃娃回想曲2(LP) 永聲音樂(Sound Sound Music).瑞華唱片(Suwah Music) SMLP86001 
1988-00-00 潘秀瓊 不了情(CS) 新麗聲機構(New Lee Seng) NLS-9377 
1988-01-01 徐小鳳 別亦難(LP) Polydor(寶麗多) 835-151-1 
1988-01-01 徐小鳳 別亦難(CD) Polydor(寶麗多) 835-151-2 
1989-00-00 林淑容 戀歌心曲3(CD) 瑞華唱片(Suwah Music) 
1989-00-00 王筱涵 中國恰恰-南屏晚鐘-紫丁香~立體演唱會-恰恰專輯7(CD) 星河唱片 
1989-00-00 張明敏 懷舊歌集(CD) 永恒唱片(Wing Hang Record) WHCD-1013 
1990-00-00 多少柔情多少淚(Summer Kisses Winter Tears)+南屏晚鐘+今宵多珍重 櫻花 百老滙勁歌熱舞(CS) 快樂唱片(Happy Records) 
1990-00-00 潘秀瓊 曠世低音歌后-經典金曲第一輯-情人的眼淚(CD) 迪安唱片(D&I) DICD-7403 
1991-00-00 蔡琴 國語老歌-回到未來(CD) 飛碟唱片(UFO Records) UFO-90163 
1992-00-00 森林之歌+南屏晚鐘+今宵多珍重 林琇俐 溫柔寫真(CS) 鄭音樂(Tay Music) TM9988-123 
1992-02-05 高蓮娜 徐小鳳卡拉OK(1)(CS) 白天鵝音像 W.S-92025 
1993-00-00 張舒娟 國語探戈金曲Vol.4(CD) 鶴鳴唱片(Her Ming Records) 
1994-00-00 小萍萍 雅歌萍韻(CD) 雅歌唱片 
1996-00-00 卓依婷 卓依婷VS凌一惠-款款柔情甜歌輯1(VCD) 金碟豹
1998-06-12 吳靜嫻 歌聲憶當年Vol.1-午夜香吻(CD) 新雅唱片 CCD-1027 
1998-12-14 陳美安 熱銷歌舞金曲Vol.2(VCD) 南方唱片(NSR) 
2000-00-00 李茂山 輕輕呼喚你(CD) 瑞華唱片(Suwah Music) SWCD-28198 
2002-00-00 蔡琴 金片子-貳·魂縈舊夢(CD) 貝特音樂(Better Music) BM-209004 
2003-00-00 夢之旅演唱組合(鍾惠嫦 常安 吳哲銘) 流淌的歌聲-第十五集(CD.DSD) 太平洋影音 (這專輯在2019年的《流淌的歌聲-28碟裝》中，從第15改稱第16)
2003-01-01 雪莉(Shirley) 紅-Rouge(CD.SACD.DSD) abc Records AJ0002S 
2003-08-01 趙鵬 人聲低音炮Vol.1-閃亮的日子(CD) 塗鴉文化 
2006-01-00 / 2007-06-13 / 2008-02-00 蔡幸娟 台灣望春風(電視音樂節目) 主持/演唱：蔡幸娟 鄭進一 八大第1台 
2006-08-18 區瑞強 自自然然1-粵語專輯(CD) 銀星製作(Silver Planet) PLCD-18-1085 (國語的《南屏晚鐘》在這粵語專輯中用作Bonus track)
2006-08-18 區瑞強 自自然然2-國語專輯(CD) 銀星製作(Silver Planet) PLCD-18-1087 
2006-09-18 蔡淳佳 新歌+精選~等一個晴天(2CD)-Disc-2 Warner Music Singapore(華納音樂新加坡)  
2006-12-27 陳鍵鋒 千謊百計第8集(電視劇) 陳鍵鋒 楊思琦 黃宗澤 徐子珊 苑瓊丹 無綫電視翡翠台 
2008-06-20 尹歆怡 歆譯(CD.DSD) 廣州音像 
2008-09-01 方愛凌 個人首張華語專輯(CD / VCD) 華聲(VMP).楓潮影碟(Wind Records) VPCD-8588-2 / VCD-8588-5
2009-08-10 姚瓔格 至愛女聲(CD.黑膠CD) 廣東音像 
2010-01-01 歐儷雯 只要你快樂就好-長情經典戀曲IV(CD) 南方唱片(NSR) NSR-52308-2 
2010-07-10 藍嵐 藍嵐的聲音(CD) 廣州柏菲音樂製作 
2010-07-22 姚瓔格 女兒紅(2CD)-CD1 風林唱片 
2010-11-01 劉紫玲 醉久當歌(CD) 武漢音像 CN-F05-10-354-00 
2011-00-00 岳鵬 華語專輯2-誰人比你更重要(CD+VCD) 風潮影碟 VCD-8577 
2012-00-00 葉蔻 懷念旋律-薔薇之戀(CD) 佳運影碟(Carrybase) F-7740 
2013-02-28 陳梁妹(May Tan) 陳梁妹個人專輯(CD+VCD) 麗聲唱片(Soundlife Records) SLVCD-2262 
2014-09-26 王晰 Low-C的誘惑(CD) 龍源音樂 
2014-11-04 白瑪多吉 漫步雲端(CD) 天藝唱片 
2016-01-01 徐玉珠 那些年代的經典-回想曲-南屏晚鐘(CD) 彩虹製作(Magical Arch) 
2016-10-12 陳佳 去年今日(CD) 無比傳真 
2016-12-31 莊學忠 魅力冠軍5(CD) Chng Shyue Chung Music Square(莊學忠音樂廣場)
2017-05-15 黃齡 來日方長(CD) 上海和序文化傳播.中國唱片(上海) HCD-1107
2019-10-29 今宵多珍重+南屏晚鐘 侯俊輝 夜長夢多(CD+DVD) 南方唱片(NSR) NSR-52874-2(CD) 52874-D(DVD) 
2020-01-03 王雯萱 老歌新唱-未識綺羅香(網上版) 清溪影視
2021-03-16 李雅 南屏晚鐘~返場-特別企劃(網上版) 製作家 
2021-08-23 李燕君 發燒LEE-低音女爵士(CD) 三咖文化
2024-00-00 梅小琴 瀟灑-共鳴III(CD.HQ/HQII/24K-Gold) 廣州樂道文化傳播.廣東音像
2024-07-08 江水向東流+南屏晚鐘(經典組曲) 安祈爾 你值得擁有一切美好(DVD+mp3) 南方唱片(NSR) NSR-52940-D/P

## 粵語版
歷來有多個歌詞不同的粵語翻唱版本：
- 郭炳堅的傷心人憔悴
- 仙杜拉的雨中情（周永坤填詞）[1]:26
- 甄秀儀的好鐘聲（阮眉填詞）[1]:265
- 黃百鳴的有你伴我（黃百鳴填詞）
- 鄭錦昌的南屏晚钟（鄭國江填詞）
- 徐小明的牛郎（潘偉源填詞）[1]:124
- 方麗盈 的不想迷惘（陳少琪填詞）
- 鄧瑞霞 的入夢（又稱南屏晚钟）

### 粵語版本
1977-00-00 傷心人憔悴(粵) 郭炳堅 賭場爛賭二-白粉害咗我(LP) 大聯機構(Great Union) GL-814 
1979-01-01 好鐘聲(粵) 甄秀儀 密密食(LP) 文志唱片(Man Chi Records) SS-MCLP-10280 <詞：阮眉> 
1980-10-00 雨中情(粵) 仙杜拉 亂世兒女-舞廳(LP) 聯合唱片(Union Record).月昇唱片(Moonrise Records) ULP-8002 <詞：周永坤> 
1983-06-01 有你伴我(粵) 黃百鳴 反斗羣星新藝城(LP) (群星) Polydor(寶麗多) 815-159-1 <詞：黃百鳴>
1985-00-00 牛郎(粵) 徐小明 我們這一代(LP) 永恒唱片(Wing Hang Record) WLLP-2944  <詞：潘偉源>
1985-00-00 南屏晚鐘(1985)(粵) 鄭錦昌 全新歌輯-的士風雲-大細眼(LP) 大聯機構(Great Union) <詞：鄭國江>
1988-10-24 不想迷惘(粵) 方麗盈 傷感雨天(LP) 永恒唱片(Wing Hang Record) WHLP-2973 <詞：陳少琪>
1988-10-24 不想迷惘(粵) 方麗盈 傷感雨天(CD) 永恒唱片(Wing Hang Record) WHCD-1020 
1995-05-25 南屏晚鐘(1995)(粵) 鄧瑞霞 舊情綿綿2(CD) 南方唱片(NSR) NSR-CD-2135
2000-00-00 入夢(南屏晚鐘)(1995)(粵) 鄧瑞霞 粵語柔情精品3(CD) Arts Sound ASP-2285